# 李翼 (虢王)
李翼（7世纪？—681年），唐朝宗室，唐高祖之孙，虢王李凤长子。
李翼初封平阳郡王，唐高宗上元元年（674年），其父李凤去世，年五十二岁，赠司徒、扬州大都督。李翼嗣虢王，官至光州（今河南省潢川县）刺史。永隆二年（681年）去世。其子李㝢嗣爵，武则天时失爵。